# Barbairan
Barbairan (francès: Barbaira) és un municipi francès situat al departament de l'Aude i a la regió d'Occitània.